# Gordoa
Gordoa es un concejo del municipio de Aspárrena, en la provincia de Álava.

## Historia
A mediados del siglo XIX, el lugar, ya por entonces parte de Aspárrena, tenía contabilizada una población de 90 habitantes. La localidad aparece descrita en el octavo volumen del Diccionario geográfico-estadístico-histórico de España y sus posesiones de Ultramar de Pascual Madoz de la siguiente manera:

GORDOA: l. del ayunt. de Asparrena en la prov. de Alava (á Vitoria 5 leg.), part. jud. de Salvatierra (1), c. g. de las Provincias Vascongadas, aud. terr. de Burgos (24), dióc. de Calahorra (18). sit. en una colina con vistas alegres y deliciosas: clima bastante frio, azotado por el viento N. y propenso á afecciones pulmonares: tiene 20 casas, escuela para ambos sexos, concurrida por unos 24 alumnos y dotada con 28 fan. de trigo: igl. parr. (la Asuncion) servida por dos beneficiados, uno de ellos con título de cura, y por un sacristan; dos ermitas dedicadas á San Pedro y San Bartolomé, y cementerio contiguo á la parr. Confina el térm. N. los montes de Aranzazu; E. Galarreta; S. Luzurriaga, y O. Arriola; siendo su esterior de dos leg. de N. á S. y 1/4 de E. á O.: dentro de esta circunferencia hay buenos montes con robles, hayas, infinidad de arbustos y matas bajas. El terreno es regular y llano; le bañan un riach. y un r. que baja del monte y aumenta el caudal del Zadorra junto á Maturana; brotan fuentes, una de ellas sulfurosa, por todas partes: no faltan prados naturales con buenas yerbas de pasto. Los caminos locales y en mediano estado. El correo se recibe en Salvatierra. prod.: trigo, cebada, avena, maiz, patatas, lino, cáñamo y legumbres: cria ganado vacuno, lanar, caballar, de cerda y cabrio; caza de especie, y pesca de de truchas y anguilas muy finas. ind.: el único molino que habia fué destruido el año de 1836. pobl.: 15 vecinos, 90 alm. cont.: con su ayunt. (V.)
(Madoz, 1847, p. 448)

Décadas después, ya en el siglo XX, se describe de la siguiente manera en el tomo de la Geografía general del País Vasco-Navarro dedicado a Álava y escrito por Vicente Vera y López:

Gordoa.—Lugar distante de Araya 7,755 kilómetros, con una población de 95 habitantes de hecho y de derecho. Consta de 20 edificios. Limita, al N., con la provincia de Guipúzcoa; al E., con Galarreta, y al O., con Arriola.
(Vera y López, 1915-1921, p. 400)

## Despoblado
Forma parte del concejo una fracción del despoblado de:
- Ulibarri.[3]

## Demografía
| Gráfica de evolución demográfica de Gordoa entre 2000 y 2017 |
|                                                              |
| Población de derecho según los censos de población del INE.  |

## Patrimonio
Hay en el concejo una iglesia de la Asunción de Nuestra Señora.